# رامداري سينغ دينكار
رامداري سينغ (23 سبتمبر 1908 – 24 أبريل 1974)، المشهور باسمه المستعار دينكار، شاعر هندي كتب باللغتين الهندية والمايثيلية، وكاتب مقالات، ومناضل من أجل الحرية، ووطني، وأكاديمي. برز باعتباره شاعرًا متمردًا نتيجة لشعره القومي الذي كتبه في الأيام التي سبقت استقلال الهند. كان شعرُه مُفعمًا بالفيير راسا (المشاعر البطولية)، وأُشيد به باعتباره راشتراكافي («الشاعر الوطني»)، ويوغا-شارانا (رُكن العصر) بفضل مؤلفاته الوطنية الملهمة. وكان شاعرًا دائم الحضور في فعالية كافي ساميلان للشعر الهندي، وحظي بشعبية كبيرة في أوساط محبي الشعر المتحدثين باللغة الهندية وضعتْه في مكانةٍ شبيهة بمكانة بوشكين عند الروس.
يُعتبر دينكار واحدًا من الشعراء الهنود المعاصرين البارزين، ووُلد لعائلة فقيرة في قرية سيماريا التابعة لرئاسة البنغال، في الهند البريطانية، وفي الوقت الحالي هي جزء من مقاطعة بيغوساراي في ولاية بيهار. كرمته الحكومة بجائزة بادما بوشان في العام 1959، ورشحته كذلك ثلاث مرات لراجيا سابها (مجلس الشيوخ الهندي). تأثر شعر دينكار بشكل كبير روبندرونات طاغور. وكذلك الأمر، انطبع فكره السياسي بدرجة كبيرة بتأثيرات المهاتما غاندي وكارل ماركس. بفضل شعره القومي، اكتسب دينكار شعبية في فترة ما قبل استقلال الهند.
في بادئ الأمر، دعم دينكار الحركة الثورية خلال حركة الاستقلال الهندية، بيد أنه تحوّل للغاندية فيما بعد. ومع ذلك، فقد اعتاد أن يطلق على نفسه لقب «الغاندي الزائف» بسبب تأييده لمشاعر السخط والانتقام في أوساط الشباب. في كوروكشيترا، أقرّ دينكار بأن الحرب ذات طابع تدميري، إلا أنه اعتبرها ضرورية لحماية الحرية. كان مقربًا من كبار الشخصيات القومية في ذلك الوقت، مثل راجندرا براساد، وأنوغرا نارايان سينها، وشري كريشنا سينها، ورامبريكش بينيبوري، وبراج كيشور براساد.
انتُخب دينكار ثلاث مرات لعضوية راجيا سابها (مجلس الشيوخ الهندي)، وخدم عضوًا في المجلس من 3 أبريل 1952 حتى 26 يناير 1964، وكُرّم بوسام بادما بوشان في العام 1959. كما شغل في أوائل ستينيات القرن العشرين منصب نائب رئيس جامعة بهاجالبور (في مدينة بهاجالبور، في ولاية بيهار) في أوائل الستينيات.
خلال حالة الطوارئ، حشد جايابراكاش نارايان أكثر من 100,000 شخص في ميدان رامليلا، وألقى قصيدة دينكار الشهيرة: («أخلوا العرش، فالشعب قادم»).

## سيرة حياته
ولد دينكار في 23 سبتمبر 1908، في قرية سيماريا، في رئاسة البنغال، ضمن الهند البريطانية (في مقاطعة بيغوساراي في بيهار في الوقت الحالي) لعائلة بهوميهار براهمان. والده هو بابو رافي سينغ وأمه مانروب ديفي. تزوج في قرية تابكا بمنطقة ساماستيبور في ولاية بيهار. خلال مرحلة الدراسة، كانت مواده المفضلة هي التاريخ، والسياسة، والفلسفة. في المدرسة وفي الكلية بعد ذلك، درس اللغات الهندية، والسنسكريتية، والمايثيلية، والبنغالية، والأوردو، والأدب الإنجليزي. تأثر دينكار بصورة كبيرة بالشعراء روبندرونات طاغور، وجون كيتس، وجون ميلتون، وترجم أعمال روبندرونات طاغور من البنغالية إلى الهندية. تشكّلت الشخصية الشعرية للشاعر دينكار نتيجة الضغوط والضغوط المضادة للحياة خلال حركة الاستقلال الهندية. كان دينكار طويل القامة بلغ ارتفاعه 5 أقدام و11 بوصة (180 سم)، وذا بشرة شديدة البياض، وأنفٍ طويل مرتفع، وأذنين كبيرتين، وجبهة عريضة؛ ولهذا فقد كان ذا مظهر واضح بشكل ملحوظ.
عندما كان طالبًا، اضطر دينكار مواجهة المشاكل اليومية، والتي تعلق بعضها بالظروف المالية لأسرته. وعندما كان طالبًا في مدرسة موكاما الثانوية، لم يتمكن من البقاء حتى إغلاق المدرسة في الساعة الرابعة مساءً، بسبب اضطراره لمغادرة الصف بعد استراحة الغداء لكي يلحق بالباخرة للوصول إلى المنزل. لم يستطع تحمل تكاليف الإقامة في نُزل الشباب، مما كان سيُتيح له حضور جميع الحصص الدراسية. إذ كيف يمكن لطالب لا ينتعل حذاءً في قدميه أن يتحمل مصاريف السكن؟ فيما بعد، أظهر شعره تأثير الفقر عليه. تلك هي البيئة التي نشأ فيها دينكار وفيها أصبح شاعرًا قوميًا يعتنق آراء راديكالية. في العام 1920، رأى دينكار المهاتما غاندي لأول مرة. وفي تلك الفترة تقريبًا، أسس دينكار مكتبة مانورانجان في سيماريا. كما اضطلع بتحرير كراسة مكتوبة بخط اليد.

### النضال الإبداعي
عندما بلغ دينكار مرحلة المراهقة، كانت حركة الاستقلال الهندية قد انطلقت بقيادة المهاتما غاندي. في العام 1929، بعد حصوله على شهادة الثانوية العامة، التحق دينكار بكلية باتنا لمتابعة الدراسة المتوسطة. وراحت حركة الاستقلال تميل نحو العنف. في العام 1928، وصلت لجنة سايمون، وخرجت ضدها مظاهرات في جميع أنحاء البلاد. كما نظمت مظاهرات في باتنا بقيادة مغفور أحمد أجازي، ووقع دينكار على ورقة القسم. حضر الآلاف المسيرة في ميدان غاندي وشارك فيها دينكار كذلك. خلال الاحتجاج على لجنة سايمون، ضربت الشرطة التابعة للبريطانيين أسد البنجاب، لالا لاجبات راي، ضربته بالهراوات بلا رحمة، وتوفي متأثرا بجراحه. سادت البلاد كلها حالة الاضطراب. وأصبح عقل دينكار الشاب راديكاليًا أكثر فأكثر بسبب تلك الاضطرابات. وكانت طبيعته العاطفية مشحونةً بالطاقة الشعرية.
في العام 1924، نُشرت قصيدة دينكار الأولى في صحيفة شهاترا ساهودار («أخ الطلاب»). وشهاترا ساهودار كانت صحيفة محلية تأسست برئاسة تحرير نارسينغ داس. في العام 1928، ثبت نجاح ساتياغراها الفلاحين تحت قيادة ساردار فالاباي باتل في باردولي بولاية كجرات. كتب دينكار عشر قصائد مسلتهمًا ساتياغراها، ونُشرت على شكل كتاب حمل عنوان فيجاي سانديش («رسالة النصر»). وهو متاح الآن. وأمام كلية باتنا مباشرة، وُجد مقر اليوفاك. ولتجنب بطش الحكومة، نُشرت قصائد دينكار تحت اسم مستعار هو «أميتاب». في 14 سبتمبر 1928 نُشرت قصيدة له بمناسبة استشهاد جاتيندرا ناث داس. في ذلك الوقت تقريبًا كتب دينكار عملين شعريين قصيرين حملا اسم بيربالا ومغناد-فاد، لكن لا أثر لأي منهما الآن. في العام 1930، ألف قصيدة بعنوان بران-بهانغ («خرق العهد»)، والتي ذكرها المؤرخ رامشاندرا شوكلا في كتابه. لذا ينبغي اعتبار أن مسيرة دينكار الشعرية قد بدأت بكتاب فيجاي سانديش. قبل ذلك، نُشرت قصائده بصورة دائمة في مجلة ديش التي كانت تُطبع في باتنا، وفي مجلة براتيبها التي طُبعت في قنوج.
نُشرت مجموعة قصائد دينكار الأولى، رينوكا، في نوفمبر 1935. كتب بانارسي داس شاتورفيدي، محرر فيشال بهارات، أنه ينبغي على المتحدثين باللغة الهندية الإشادة بنشر رينوكا. وبالتزامن مع ذلك، سافر شاتورفيدي إلى بلدة سيفاغرام. وأخذ معه نسخة من رينوكا. ووصلت النسخة للمهاتما غاندي.
يقال إن المؤرخ الشهير الدكتور كاشي براساد جايسوال قد أحبه دينكار مثل ابنه. في بداية مسيرة دينكار الشعرية، ساعده جايسوال بكل الوسائل. توفي جايسوال في 4 أغسطس 1937، ومثّل ذلك ضربة قاسية للشاعر الشاب. بعد ذلك بوقت طويل، كتب دينكار في كالبنا، وهي مجلة كان تُوزّع من حيدر أباد، «لمن حسن الحظ أن جايسوالجي كان معجبي الأول. والآن بعدما استمتعت بحب وتشجيع الشمس، والقمر، وفارون، وكوبر، وإندرا، وبريهاسباتي، وشاتشي، وبراهماني، اتضح لي أن أيًا منهم لم يكن مثل جايسوالجي. وعندما سمعت خبر وفاته، استحال العالم مكانًا مظلما في عينيّ، ولم أعرف ماذا أنا فاعل بعد ذلك». كان جايسوالجي أول مَن يلمس المعاني التاريخية في شعر دينكار.